# DHB-Pokal 2000/01
Der DHB-Pokal 2000/01 war die 27. Austragung des Handballpokalwettbewerbs der Herren. Das Finale fand am 27. Mai 2001 in der Alsterdorfer Sporthalle in Hamburg statt. Sieger wurde zum ersten Mal der VfL Bad Schwartau.

## Modus
Es traten 107 Mannschaften aus der Bundesliga, der 2. Bundesliga, der Regionalliga, der Oberliga und dem Landesverband unterhalb der Oberliga im K.-o.-System gegeneinander an. Es wurden fünf Hauptrunden ausgetragen. Danach erfolgte die weitere Ausspielung mit zwei Halbfinalspielen und einem Finale im Final Four.

## 1. Runde
Die Begegnungen der 1. Runde fanden, ohne Beteiligung der 20 Erstligavereine, hauptsächlich am 26. und 27. August 2000 statt. Der Dessauer HV kam durch ein Freilos in die 2. Runde.

### Nord
| Heimmannschaft               |   | Gastmannschaft            | Ergebnis                            |
| ---------------------------- | - | ------------------------- | ----------------------------------- |
| TSV Bremervörde              | – | Wilhelmshavener HV        | 20:15 (12:5)                        |
| VfL Horneburg                | – | SG Flensburg-Handewitt II | 23:24 (9:12)                        |
| TuS 97 Bielefeld-Jöllenbeck  | – | 1. SV Concordia Delitzsch | 32:33 (28:28, 13:14 n. V.)          |
| Bramstedter TS               | – | VfL Fredenbeck            | 21:31 (10:14)                       |
| HC Halle                     | – | TSV Alt Duvenstedt        | 26:22 (12:11)                       |
| Ibbenbürener Spvg            | – | Ahlener SG                | 25:26 (22:22, 19:19, 11:7 n. 2. V.) |
| MTV Braunschweig             | – | TV Jahn Duderstadt        | 28:25 (11:12)                       |
| HSG Schwerte-Westhofen       | – | OHV Aurich                | 21:20 (6:12)                        |
| HSG Kropp-Tetenhusen         | – | VfL Mennighüffen          | 19:21 (11:8)                        |
| VfL Lichtenrade              | – | SV Post Schwerin          | 18:32 (8:17)                        |
| Oranienburger HC             | – | HSG Tarp-Wanderup         | 19:23 (8:9)                         |
| 1. VfL Potsdam               | – | TV Grambke Bremen         | 21:22 (14:10)                       |
| SV Alfeld                    | – | TV Emsdetten              | 20:28 (11:11)                       |
| SG BFC Preussen/Lichterfelde | – | HC Empor Rostock          | 23:32 (9:19)                        |
| Eintracht Dolberg            | – | TSV Verden                | TSV Verden verzichtete              |
| HC 93 Bad Salzuflen          | – | SG VTB Altjührden         | 28:23 (15:12)                       |
| HC Empor Rostock II          | – | MTV Großenheidorn         | 18:19 (11:12)                       |
| SV Anhalt Bernburg           | – | TSV Ellerbek              | 22:20 (11:10)                       |
| ATSV Stockelsdorf            | – | TSG Bielefeld             | 23:29 (15:14)                       |
| Stralsunder HV               | – | TSV Altenholz             | 26:29 (23:23, 21:21, 13:9 n. 2. V.) |

### Süd
| Heimmannschaft                  |   | Gastmannschaft         | Ergebnis                   |
| ------------------------------- | - | ---------------------- | -------------------------- |
| TV 1886 Offenbach               | – | MSG Melsungen-Böddiger | 14:26 (8:13)               |
| TuS Landstuhl                   | – | TSB Heilbronn-Horkheim | 36:32 (28:28, 14:12 n. V.) |
| TSV Birkenau                    | – | TSV Östringen          | 13:27 (6:13)               |
| TSG Münster                     | – | TV Weilstetten         | 27:28 (25:25, 13:14 n. V.) |
| SG Wallau/Massenheim II         | – | VfL Eintracht Hagen    | 24:29 (11:10)              |
| ThSV Eisenach II                | – | TV Kornwestheim        | 31:25 (16:12)              |
| Lenneper TG                     | – | HSG Gensungen/Felsberg | 26:32 (13:16)              |
| HSG Mülheim-Kärlich/Bassenheim  | – | HG Erlangen            | 28:26 (14:13)              |
| HSG Unterdürrbach/Veitshöchheim | – | HG Saarlouis           | 20:35 (7:14)               |
| TVA Saarbrücken                 | – | HSV Düsseldorf         | 21:23 (10:10)              |
| TSV Scharnhausen                | – | SG Post/Süd Regensburg | 23:22 (13:11)              |
| TSG Friesenheim                 | – | TSG Herdecke           | 29:32 (26:26, 14:13 n. V.) |
| SV Hermsdorf                    | – | Eschweger TSV          | 34:13 (16:6)               |
| VfL Gummersbach II              | – | SG Leutershausen       | 17:31 (7:14)               |
| HSG Mannheim/Seckenheim         | – | EHV Aue                | 27:41 (10:23)              |
| TSG Ober-Eschbach               | – | HSG Völklingen         | 33:28 (16:14)              |
| HSG Freiburg III                | – | DJK SF Budenheim       | 19:23 (15:14)              |
| HC Einheit Plauen               | – | VfL Pfullingen         | 14:33 (7:15)               |
| TuS Niederpleis                 | – | Frisch Auf Göppingen   | 11:32 (6:9)                |
| TV Hüttenberg                   | – | HSC Bad Neustadt       | 29:25 (10:13)              |
| MTV Rheinwacht Dinslaken        | – | HSG Römerwall          | 26:27 (14:14)              |
| TV Krefeld-Oppum                | – | CSG Erlangen           | 27:17 (15:7)               |
| SG Köndringen/Teningen          | – | TuS Schutterwald       | 30:19 (20:4)               |

## 2. Runde
Die Begegnungen der 2. Runde fanden hauptsächlich am 11. Oktober 2000 statt.

### Nord
| Heimmannschaft            |   | Gastmannschaft         | Ergebnis            |
| ------------------------- | - | ---------------------- | ------------------- |
| Ahlener SG                | – | THW Kiel               | 15:30 (8:15)        |
| HC 93 Bad Salzuflen       | – | TSV Altenholz          | 28:25 (14:9)        |
| TUSEM Essen               | – | Eintracht Hildesheim   | 29:19 (14:6)        |
| SG Flensburg-Handewitt II | – | TBV Lemgo              | 15:21 (6:10)        |
| TuS Nettelstedt           | – | SG VfL/BHW Hameln      | 27:24 (13:10)       |
| SV Post Schwerin          | – | TV Grambke Bremen      | 26:22 (14:13)       |
| TV Emsdetten              | – | VfL Bad Schwartau      | 24:26 (12:11)       |
| Wilhelmshavener HV        | – | HC Empor Rostock       | 29:23 (18:8)        |
| Eintracht Dolberg         | – | HC Halle               | 27:23 (13:7)        |
| VfL Mennighüffen          | – | HSG Schwerte-Westhofen | 24:23 (13:6)        |
| Dessauer HV               | – | GWD Minden             | 27:28 (25:25 n. V.) |
| VfL Fredenbeck            | – | HSG Nordhorn           | 23:30 (12:15)       |
| MTV Braunschweig          | – | TSG Bielefeld          | 19:28 (9:14)        |
| 1. SV Concordia Delitzsch | – | SG Flensburg-Handewitt | 23:39 (10:19)       |
| MTV Großenheidorn         | – | SV Anhalt Bernburg     | 17:19 (10:10)       |
| HSG Tarp-Wanderup         | – | SC Magdeburg           | 17:34 (6:17)        |

### Süd
| Heimmannschaft         |   | Gastmannschaft                 | Ergebnis                  |
| ---------------------- | - | ------------------------------ | ------------------------- |
| ThSV Eisenach II       | – | TSG Herdecke                   | 28:30 (15:13)             |
| SG Leutershausen       | – | HSG Gensungen/Felsberg         | 31:33 (12:16)             |
| TuS Landstuhl          | – | TV Krefeld-Oppum               | 25:18 (11:10)             |
| TSG Ober-Eschbach      | – | TV Weilstetten                 | 34:19 (18:9)              |
| VfL Pfullingen         | – | Frisch Auf Göppingen           | 26:27 (24:24, 8:10 n. V.) |
| TV Hüttenberg          | – | EHV Aue                        | 28:24 (13:13)             |
| TSV Scharnhausen       | – | HSG Mülheim-Kärlich/Bassenheim | 28:25 (13:13)             |
| HSG Römerwall          | – | MSG Melsungen-Böddiger         | 21:28 (11:13)             |
| HG Saarlouis           | – | ThSV Eisenach                  | 21:34 (10:19)             |
| VfL Gummersbach        | – | SG Solingen                    | 27:17 (10:10)             |
| SG Köndringen/Teningen | – | VfL Eintracht Hagen            | 23:24 (10:13)             |
| TV Großwallstadt       | – | HC Wuppertal                   | 27:20 (12:9)              |
| SV Hermsdorf           | – | HSG Düsseldorf                 | 22:23 (13:10)             |
| DJK SF Budenheim       | – | TSV Östringen                  | 20:35 (7:17)              |
| HSG Wetzlar            | – | SG Willstätt/Schutterwald      | 33:21 (17:8)              |
| SG Wallau/Massenheim   | – | TSV Bayer Dormagen             | 28:16 (13:8)              |

## 3. Runde
Die Begegnungen der 3. Runde fanden hauptsächlich am 8. November 2000 statt.
| Heimmannschaft         |   | Gastmannschaft         | Ergebnis                   |
| ---------------------- | - | ---------------------- | -------------------------- |
| VfL Bad Schwartau      | – | THW Kiel               | 22:19 (7:12)               |
| SG Wallau/Massenheim   | – | TUSEM Essen            | 28:32 (13:12)              |
| Wilhelmshavener HV     | – | SG Flensburg-Handewitt | 22:33 (13:15)              |
| TSG Bielefeld          | – | TuS Nettelstedt        | 23:28 (12:15)              |
| VfL Mennighüffen       | – | GWD Minden             | 23:34 (9:12)               |
| HSG Gensungen-Felsberg | – | VfL Gummersbach        | 33:30 (14:12)              |
| TV Hüttenberg          | – | TBV Lemgo              | 16:27 (7:12)               |
| TSG Herdecke           | – | TV Großwallstadt       | 21:25 (9:11)               |
| HSG Düsseldorf         | – | HSG Wetzlar            | 23:27 (11:15)              |
| TSV Östringen          | – | HSG Nordhorn           | 17:38 (10:12)              |
| TuS Landstuhl          | – | ThSV Eisenach          | 24:29 (11:21)              |
| SV Post Schwerin       | – | SC Magdeburg           | 21:24 (12:13)              |
| TSV Scharnhausen       | – | SV Anhalt Bernburg     | 30:31 n. V. (25:25, 12:13) |
| HC 93 Bad Salzuflen    | – | Frisch Auf Göppingen   | 24:30 (12:14)              |
| Eintracht Dolberg      | – | VfL Eintracht Hagen    | 19:24 (7:10)               |
| TSG Ober-Eschbach      | – | MSG Belsungen-Böddiger | 24:28 (13:14)              |

## 4. Runde
Die Begegnungen der 4. Runde fanden am 14. Februar 2001 statt.
| Heimmannschaft         |   | Gastmannschaft         | Ergebnis            |
| ---------------------- | - | ---------------------- | ------------------- |
| Frisch Auf Göppingen   | – | HSG Gensungen/Felsberg | 24:25 (11:12)       |
| VfL Bad Schwartau      | – | TBV Lemgo              | 24:21 (9:10)        |
| HSG Nordhorn           | – | TV Großwallstadt       | 33:25 (16:11)       |
| TUSEM Essen            | – | TuS Nettelstedt        | 32:22 (16:9)        |
| HSG Wetzlar            | – | VfL Eintracht Hagen    | 35:25 (21:13)       |
| MSG Melsungen/Böddiger | – | ThSV Eisenach          | 29:26 (24:24) n. V. |
| GWD Minden             | – | SG Flensburg-Handewitt | 25:21 (13:14)       |
| SC Magdeburg           | – | SV Anhalt Bernburg     | 34:21 (18:11)       |

## 5. Runde
Die Begegnungen der 5. Runde fanden am 5. April 2001 statt.
| Heimmannschaft                                                                                           |   | Gastmannschaft    | Ergebnis          |
| --- | - | ----------------- | ----------------- |
| MSG Melsungen/Böddiger                                                                                   | – | GWD Minden        | 23:28 (11:12)     |
| HSG Gensungen/Felsberg                                                                                   | – | VfL Bad Schwartau | 20:27 (9:11)      |
| HSG Wetzlar                                                                                              | – | TUSEM Essen       | 28:22 (13:10) (*) |
| HSG Nordhorn                                                                                             | – | SC Magdeburg      | 24:21 (13:11)     |
| (*) Das Spiel wurde nach Einspruch Wetzlars wiederholt. Erstes Spielergebnis: 33:34 (29:29, 16:16) n. V. |   |                   |                   |

## Final Four
Die Pokalendrunde wurde am 26. und 27. Mai 2001 in der Alsterdorfer Sporthalle in Hamburg ausgetragen.

### Halbfinale
Die Halbfinalspiele wurden am 26. Mai 2001 ausgetragen.
| Heimmannschaft |   | Gastmannschaft    | Ergebnis      |
| -------------- | - | ----------------- | ------------- |
| GWD Minden     | – | HSG Wetzlar       | 27:28 (10:17) |
| HSG Nordhorn   | – | VfL Bad Schwartau | 20:23 (10:10) |

### Finale
Das Finale um den DHB-Pokal wurde am 27. Mai 2001 um 15.30 Uhr ausgetragen.
| Heimmannschaft |   | Gastmannschaft    | Ergebnis      |
| -------------- | - | ----------------- | ------------- |
| HSG Wetzlar    | – | VfL Bad Schwartau | 22:26 (13:10) |